# Château de Warwick
Le château de Warwick est un château situé à Warwick, sur une falaise dominant un méandre de la rivière Avon, dans le Warwickshire au Royaume-Uni.

## Historique
Le château de Warwick a été construit par Guillaume le Conquérant en 1068. C'est un château de style gothique.
En 1982, Tussauds Group achète le château de Warwick au comte de Warwick, David Greville, et en fait un lieu touristique avec une reconstitution d'une fête royale de 1898. Le jardin de roses victorien du château a été rénové d'après les plans de 1868 et rouvert en 1986 en présence de Diana, la princesse de Galles.

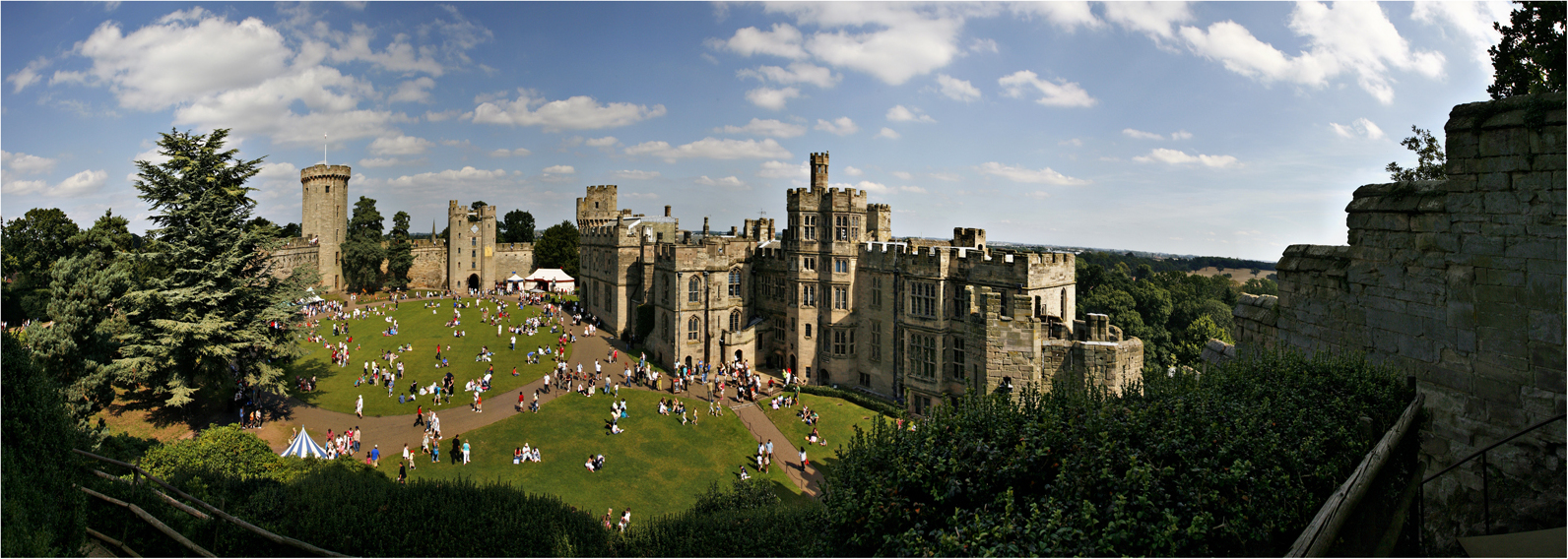
Intérieur du château vu depuis le tumulus d'Ethelfleda.

## Représentation dans la peinture de Canaletto

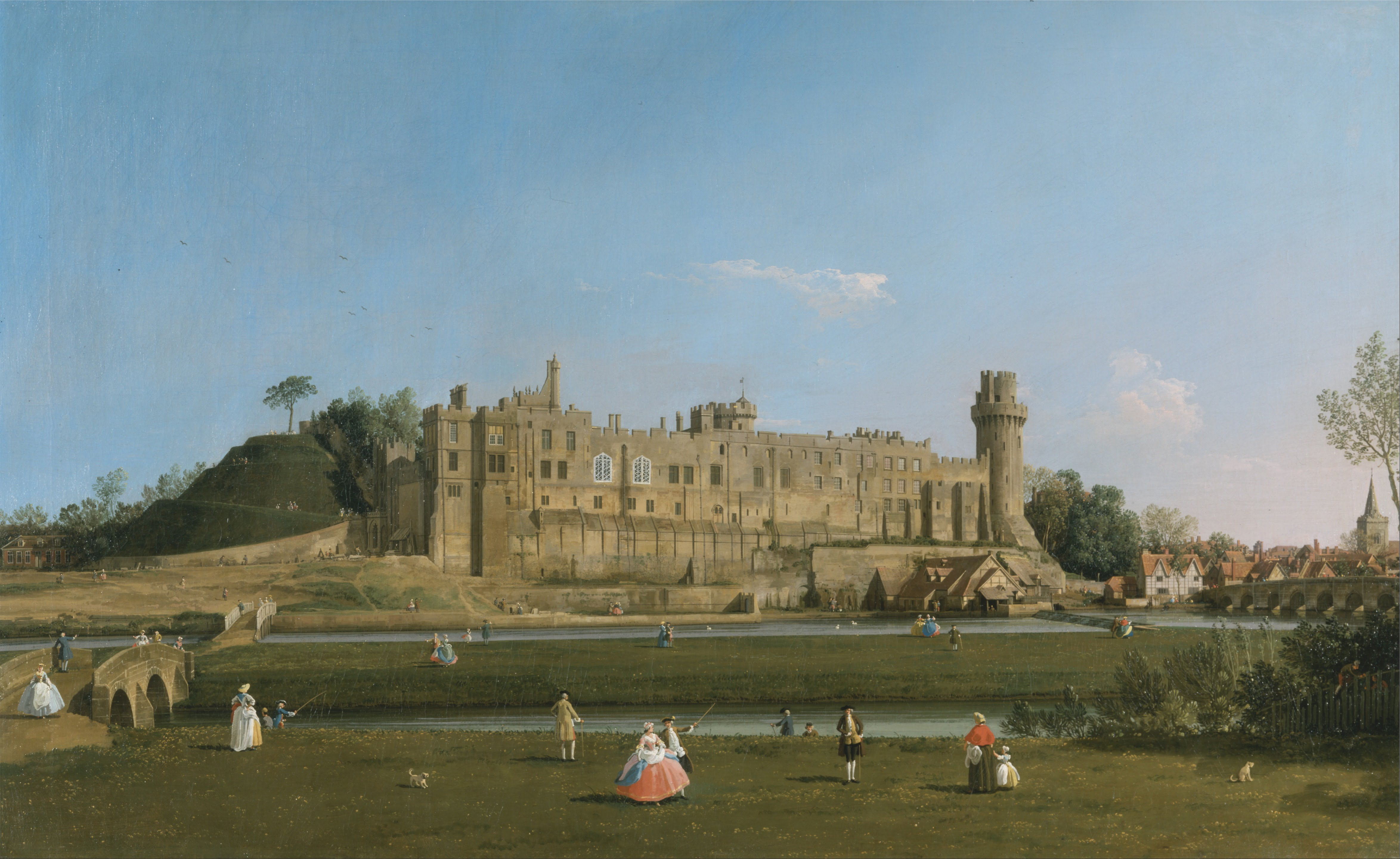
Château de Warwick par Canaletto,
1748-1749.
Centre d'art britannique de Yale.

En 1748, Francis Greville, futur duc de Warwick, commande cinq toiles et trois dessins du château de Warwick et deux de la ville portant ce nom, au peintre vénitien de vedute Canaletto. Ce groupe, un des plus importants consacrés à un bâtiment en Angleterre, décrit le château sous différents angles afin de reproduire la cour intérieure et la façade extérieure. La toile de la Collection Thyssen-Bornemisza acquise en 1978, a été transmise par héritage à la famille jusqu'à cette date. La Façade sud du château de Warwick était exposée dans diverses salles du château, y compris la salle de billard en 1853 et la salle de petit déjeuner en 1893.
Quand Canaletto revient de Venise en 1752, lord Brooke qui devient en 1759 comte de Warwick est un de ses deux clients fidèles avec le nouveau comte de Northumberland. Le tableau de 1752 Château de Warwick, façade est, vue de la cour extérieure est actuellement conservé à la Birmingham Museum and Art Gallery.

## Château hanté
Le château de Warwick est le sujet d'un certain nombre d'histoires de fantômes. Fulke Greville hanterait la Watergate Tower, bien qu'il ait été assassiné à Holborn ; la Watergate Tower est aussi appelée la Ghost Tower (« Tour du fantôme ») et accueille la plupart du temps le Warwick Ghosts Alive, un programme court qui raconte l'histoire de l'assassinat de Fulke Greville.

Un épisode de l'émission  Most Haunted (en) (titre français : Rencontre avec les spectres) a été tournée au château en 2006. Elle a enquêté sur le donjon de Caesar's Tower (« tour de César »), la Ghost Tower, le souterrain qui serait hanté par le fantôme d'une fillette, et la Kenilworth bedroom (chambre Kenilworth) où Frances Evelyn « Daisy » Greville, comtesse de Warwick aurait tenu des séances de spiritisme.

## Attractions
Au niveau de the wash house, les gérants du château ont inclus une exposition ludique sur le thème médiéval, The Castle Dungeon sur l'exemple du London Dungeon. En 2011, le château de Warwick acquiert les droits de la série télévisée britannique Merlin de la BBC pour réaliser l'attraction Merlin: The Dragon Tower. Les visiteurs peuvent notamment visiter la chambre de Gaius et « interagir » avec le dragon via un miroir magique à la manière de Stitch Encounter. L'ouverture de cette attraction a lieu en avril 2011 dans la Watergate tower. Le 13 avril 2011, les acteurs de la série, Anthony Stewart Head, Katie McGrath, Angel Coulby et Warwick Davis sont venus sur place voir l'attraction,.

## Bande dessinée
Charles Dierick, membre des Studios Hergé, cherche parmi la documentation d'Hergé un château évoquant celui de L'Île Noire, septième album des Aventures de Tintin. Trois d'entre eux servent très probablement de modèle pour l'intrigue. Il s'agit d'après une gravure ancienne du château de Warwick, toujours selon une gravure ancienne et un cliché du château d'Arundel et pour l'intérieur du château de Beersel.

Plan du château.